# Premonitions
(Tagline del film)
Premonitions (Solace) è un film del 2015 diretto da Afonso Poyart, con protagonisti Anthony Hopkins e Colin Farrell.

## Trama
Lo psichiatra John Clancy, capace di prevedere il futuro, collabora con gli agenti Joe Merriweather e Katherine Cowles dell'FBI per catturare un serial killer, che in seguito si apprende essere legato in qualche modo a John.
L'assassino, apparentemente dotato di una simile capacità di precognizione, uccide persone affette da malattie terminali ed incurabili destinate alla morte, senza provocare alcun dolore, in una sorta di eutanasia preventiva. In una di queste indagini, John prevede il ritrovamento di alcune prove atte a trovare un probabile sospettato che, una volta trovato, spara a Joe e poi scappa. John parte all'inseguimento del sospettato con l'agente Merriweather, che viene ferito, ma l'uomo si rivela essere solo un mitomane.
Dopo questo episodio John capirà che il serial killer aveva organizzato tutto per cercare di uccidere Joe, che in effetti era anche lui affetto da un tumore al quarto stadio, non rivelato a nessuno. Inoltre prevede la morte violenta dell'agente Katherine Cowles, ma nasconde l'informazione alla donna. Alla fine sarà proprio il criminale a palesarsi a lui in un bar affollato, rivelando di essere un certo Charles Ambrose. L'uomo farà tutto il possibile per catturarlo.
Charles e John si incontrano su un treno della metropolitana. Charles gli dice che ucciderà l'agente Cowles, a meno che lui non lo uccida, dato che anch'egli sta morendo e ha bisogno che John prenda il suo posto. Nel momento in cui Katherine interviene all'interno del vagone per catturare il serial killer, Charles spara a lei e John spara a Charles, ma solo quest'ultimo muore.
Alla fine si scopre che anche lo stesso John aveva praticato l'eutanasia alla figlia Emma che era morta anni prima di leucemia.

## Produzione
Il progetto nasce da una vecchia sceneggiatura di Ted Griffin, scritta per essere il sequel del celebre film Seven.
Il 10 maggio 2012 viene annunciato il brasiliano Afonso Poyart come regista del film.

### Riprese
Le riprese del film sono iniziate nell'ultima settimana del maggio 2013, ad Atlanta, in Georgia.

## Distribuzione
La pellicola è stata distribuita nelle sale cinematografiche turche a partire dal 24 aprile 2015; il 9 settembre è stato presentato al Toronto International Film Festival. In Italia è uscito il 12 novembre dello stesso anno.